# This One's for You (EP de Luke Combs)
This One's for You (Este es para ti) es el tercer EP del cantante y compositor de música country Luke Combs- Fue publicado el 21 de octubre de 2016 por River House Artists y Sony Music Nashville.

## Lista de canciones
1. Out There - 3:24
2. Memories Are Made Of - 3:38
3. Used to You - 3:56
4. Hurricane - 3:44
5. Beer Can - 3:33
6. This One's for You  - 3:50